# David Corbett (cầu thủ bóng đá, sinh năm 1940)
David Corbett (sinh ngày 15 tháng 5 năm 1940) là một cựu cầu thủ bóng đá người Anh thi đấu ở vị trí tiền vệ chạy cánh phảier.

## Sự nghiệp
Sinh ra ở Marshfield, Corbett thi đấu cho Swindon Town và Plymouth Argyle, có 152 lần ra sân ở Football League.